# 漢安縣 (江陽郡)
漢安縣是兩漢、晉、南北朝時期，益州犍為郡及其後的江陽郡、東江陽郡所屬的一個縣。開皇十八年改名江安縣，其轄地在今四川省瀘州市所屬瀘縣、江安縣、合江縣一帶地方。